# Тромбінек
Тромбінек (пол. Trąbinek, нім. Seeberg) — село в Польщі, у гміні Дольськ Сьремського повіту Великопольського воєводства.
Населення — 90 осіб (2011).
У 1975-1998 роках село належало до Познанського воєводства.

## Демографія
Демографічна структура станом на 31 березня 2011 року:
|          | Загалом | Допрацездатний вік | Працездатний вік | Постпрацездатний вік |
| -------- | ------- | ------------------ | ---------------- | -------------------- |
| Чоловіки | 45      | 10                 | 30               | 5                    |
| Жінки    | 45      | 12                 | 22               | 11                   |
| Разом    | 90      | 22                 | 52               | 16                   |